# Blågrön botia
Blågrön botia (Yasuhikotakia modesta) är en fiskart som först beskrevs av Bleeker, 1864.  Blågrön botia ingår i släktet Yasuhikotakia och familjen nissögefiskar. IUCN kategoriserar arten globalt som livskraftig. Inga underarter finns listade.

## Bildgalleri

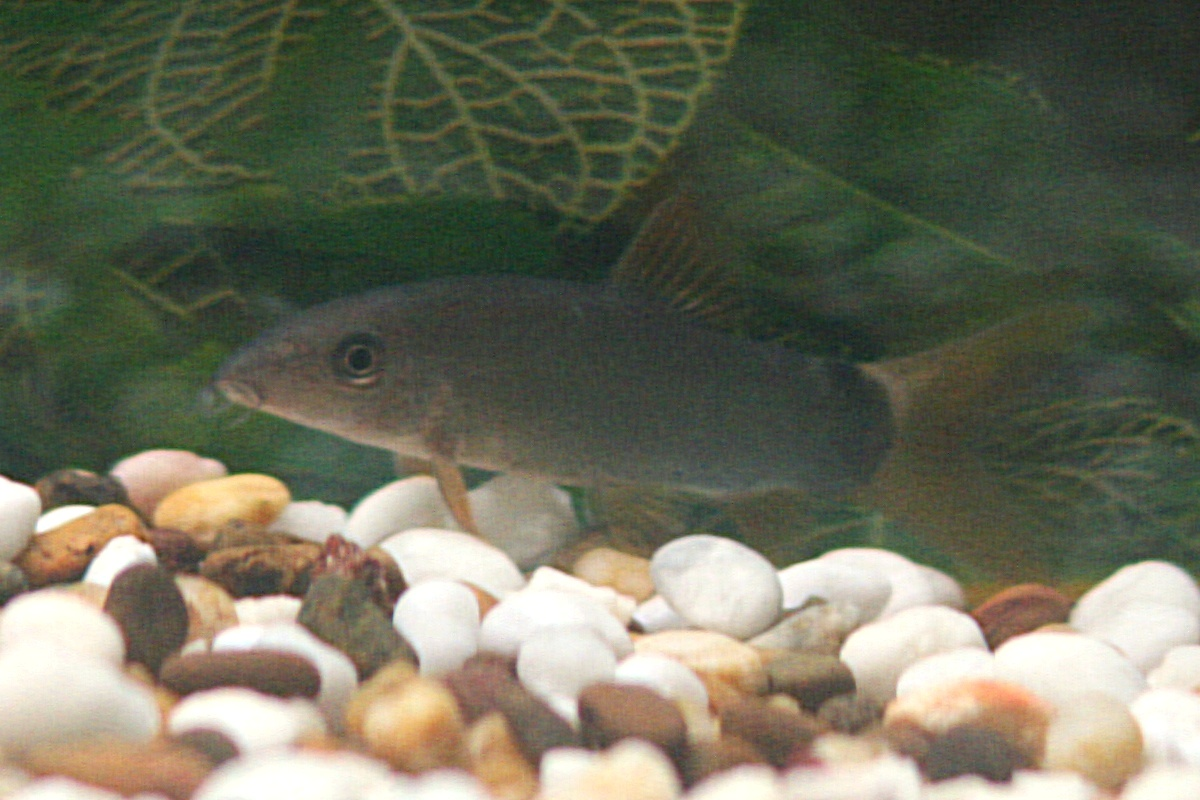
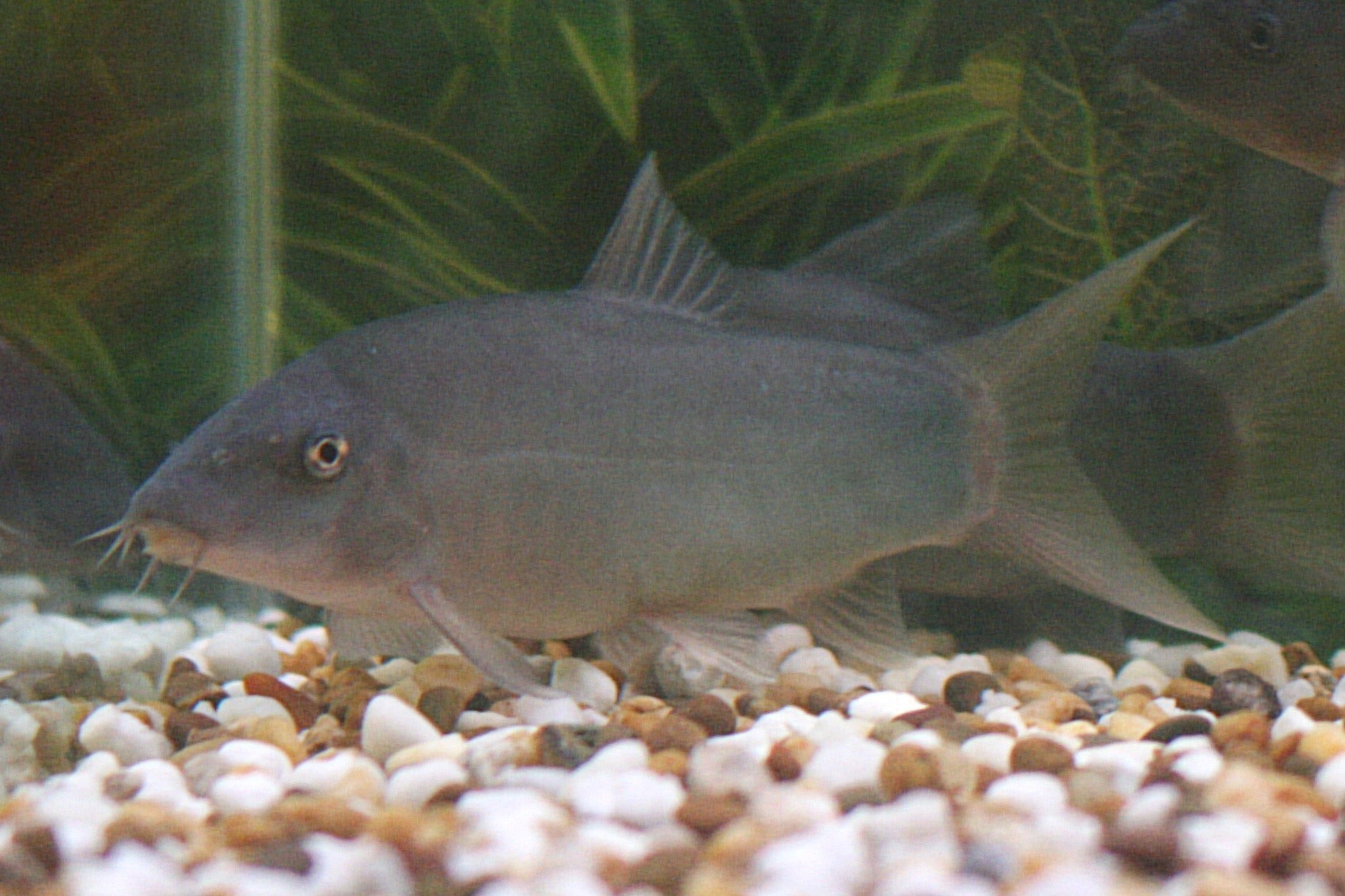